# إدغار موناريز
إدغار موناريز (بالإسبانية: Edgar Monarrez)‏ مواليد 13 يناير 1990 في شيواوا، المكسيك، هو ملاكم محترف مكسيكي يصنف ضمن فئة وزن الريشة.

## إحصائيات
خاض خلال مسيرته 20 نزالا، فاز في 18 ولم يتعادل وخسر في 2. فاز بالضربة القاضية في 12 نزالا.

## روابط خارجية
- إدغار موناريز على موقع بوكس ريك (الإنجليزية) (registration required)